# Vladimir Lévonevski
Vladimir Valériévitch Lévonevski (en russe : Владимир Валерьевич Левоневский ; en biélorusse : Уладзімір Валер'евіч Леванеўскі, Ouladzimir Valiériévitch Liévaniewski ; en polonais : Włodzimierz Lewoniewski), né le 26 janvier 1986 à Gomel, est un scientifique et homme politique biélorusse, président du Comité national de grève de Biélorussie entre 2004 et 2006, et fils de l'ancien prisonnier politique Valéri Lévonevski.

## Biographie
Vladimir Lévonevski naît le 28 janvier 1986 dans une famille nombreuse de la ville de Grodno. En 2010, il est diplômé de la Faculté de mathématiques et d'informatique de l'université d'État Ianka-Koupala de Grodno (en). Deux ans plus tard, il décroche un master en gestion à la Faculté de droit et d'administration à l'université Adam-Mickiewicz de Poznań. Il poursuit ses études à partir de 2012 au département des systèmes informatiques de l'université d'économie de Poznań.

## Activités sociales

### Biélorussie
Vladimir Lévonevski participe activement à l'organisation de manifestations pour la défense des droits des citoyens, de rassemblements et de grèves d'entrepreneurs — il est vice-président du Comité de grève des entrepreneurs de la république de Biélorussie et rédacteur en chef adjoint du périodique d'envergure nationale Entrepreneur (Предприниматель) —. Le 11 novembre 2001, il est arrêté avec son frère Dmitri dans le marché aux vêtements « Dynamo » (Динамо) à Minsk pour avoir distribué des exemplaires d'Entrepreneur et de la publication Stade (Стадион) contenant notamment des informations d'ordre législatif ; ce motif sera par la suite modifié, la police les ayant officiellement détenus pour vérifier leur identité.
Le 19 juin 2002, Vladimir Lévonevski est de nouveau arrêté par la police au « Central » (Центральный), un marché de Grodno, alors qu'il distribue des exemplaires d'une lettre aux entrepreneurs rédigée par son père depuis sa prison,. Le 30 avril 2004, c'est le KGB, secondé par la police de Grodno, qui l'interpelle au marché de la Couronne (Корона) pour avoir distribué des tracts. Deux procédures de saisie sont engagées. Quelques jours plus tard, le 3 mai 2004, après une nouvelle manifestation d'entrepreneurs, Lévonevski est condamné à treize jours de prison pour avoir organisé un rassemblement (du 1er au 3 mai 2004), ; il doit également s'acquitter d'une amende de 95 000 roubles.
Le 21 juillet 2004, une enquête est ouverte contre lui en vertu de l'article 342 du code pénal biélorusse sur l'« organisation d'un rassemblement non autorisé », un délit passible de 3 ans de prison ; toutes les charges pesont contre lui et son père sont cependant abandonnées. Le 13 novembre 2005, Vladimir Lévonevski est de nouveau interpellé au marché de Grodno et les documents qu'il transporte sont saisis par la police en vertu de l'article 244 relatif aux infractions administratives. Une arrestation similaire a lieu le 22 décembre 2005 pour la distribution de tracts « Entrepreneur », puis en février 2006, où les autorités l'obligent à payer une amende,. Le 2 mars 2007, il est interpellé une nouvelle fois au marché de la Couronne de Grodno alors qu'il distribue des documents d'information concernant un rassemblement prévu pour le 12 mars.
De 2004 à 2006, Vladimir Lévonevski préside le Comité de grève, qui élargit ses activités durant cette période et plaide activement pour les droits des condamnés, tout en exigeant de l'administration territoriale et de la direction du Département des établissements pénitentiaires du Ministère de l'intérieur de la république de Biélorussie un respect strict de la législation en vigueur et des droits des détenus : droit à l'auto-éducation, aux sports, à l'utilisation des bibliothèques… Le Comité de grève contribue également à l'organisation de groupes éducatifs et d'événements culturels pour les détenus,,,. En juin 2004, le Comité réclame la libération du prisonnier politique Valéri Lévonevski.

### Pologne
Entre 2011 et 2012, Vladimir Lévonevski siège au Conseil de la Faculté de droit et d'administration de l'université Adam-Mickiewicz de Poznań en tant que représentant des étudiants,, et participe activement à l'assemblée étudiante de l'université.
En 2013, il devient le vice-président du Conseil des étudiants diplômés de l'université d'économie de Poznań, et devient, en 2014, membre du Conseil de la Faculté d'informatique et d'économie électronique de l'université. En 2013 et 2014, il participe également aux comités d'organisation de conférences scientifiques nationales et internationales,,.

## Travaux scientifiques
Il est l'auteur de plus de dix publications scientifiques,,,, et effectye plus de vingt présentations lors de conférences scientifiques polonaises et internationales. Ses domaines de recherche sont la qualité des données dans les bases de connaissances ouvertes (Wikipedia, DBpedia, Wikidata, etc.) et les cryptomonnaies, notamment le bitcoin,.

## Prix
- Meilleur doctorant international 2018 - Interstudent 2018[37],[38],[31],[32],[39]
- Prix de la meilleure publication 2017, remis dans le cadre de la 23e conférence internationale sur les technologies de l'information et du logiciel (ICIST 2017)[40],[41]